# Escorpión (historieta)

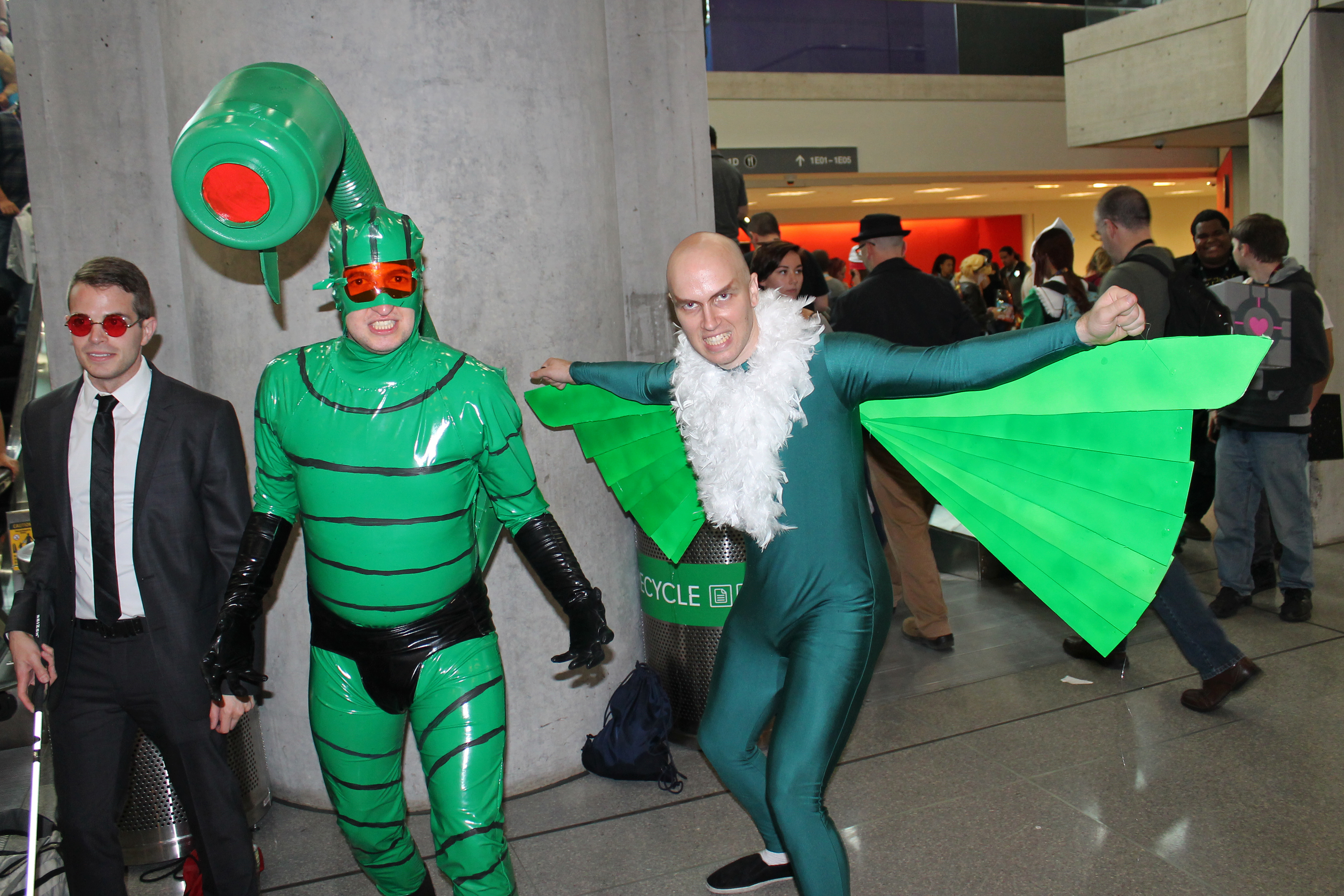
Cosplay de Daredevil, Escorpión y Buitre en New York Comic Con 2016 (NYCC 2016).

Escorpión es el nombre de varios personajes de Marvel Comics, casi todos ellos supervillanos. La encarnación más conocida es Mac Gargan, que es enemigo del superhéroe Spider-Man.

## Historial de publicaciones
La versión monstruosa de Scorpion apareció por primera vez en Journey into Mystery # 82 (julio de 1962)
La versión de Sam Scorpio apareció por primera vez en Kid Colt, Outlaw # 115 (marzo de 1964) y fue un villano del salvaje oeste que luchó contra Kid Colt.
La versión de Mac Gargan fue creada por Stan Lee y Steve Ditko. Gargan apareció por primera vez en The Amazing Spider-Man # 19 (diciembre de 1964) y apareció por primera vez como el Escorpión en The Amazing Spider-Man # 20 (enero de 1964). Años más tarde, se convirtió en la tercera encarnación de Venom en Marvel Knights: Spider-Man # 10 (marzo de 2005) y Spider-Man suplantado en Dark Avengers # 1 (marzo de 2009). Mac Gargan apareció en la primera serie limitada de 4 números del personaje, Dark Reign: Sinister Spider-Man. El cómic fue lanzado en junio de 2009 y fue escrito por Brian Reed, con arte de Chris Bachalo. El escritor Dan Slott ha declarado que Mac Gargan volverá como el Escorpión original, en un próximo arco de The Amazing Spider-Man.
La versión de Jim Evans de Scorpion apareció por primera vez en Rawhide Kid # 57 (abril de 1967) y fue un villano del salvaje oeste que luchó contra Rawhide Kid.
Carmilla Black apareció por primera vez en Amazing Fantasy vol 2. # 7 (junio de 2005).

## Biografías

### Monstruo Escorpión
El primer Escorpión fue visto como un monstruo gigante. Durante un experimento con un isótopo de bismuto, Paul Rodgers golpeó accidentalmente un escorpión normal con una corriente de partículas delta. Fue mutado a una forma monstruosa gigante y ganó la conciencia para odiar a la raza humana. Le dijo a Paul Rodgers y Edward Bentley que mutaría otro grupo de escorpiones y se haría cargo del mundo. Edward logró hipnotizar al Escorpión que estaba sintiendo los dolores por el envenenamiento por radiación. Cuando el Escorpión suplicó a Paul y Edward que pusieran fin a su vida, obedecieron y mataron al Escorpión disparando otra corriente de partículas delta.

### Sam Scorpio
Sam Scorpio es un inventor que usó su "aguijón" (una Derringer colocada en un silenciador en su antebrazo) para aterrorizar al Viejo Oeste. Escorpión más tarde se encontró con Kid Colt mientras huía de una cuadrilla de 50 hombres y suplicaba su ayuda. Kid Colt se negó hasta que ocurrió un terremoto y se escondieron debajo de una roca. Cuando Kid Colt y Escorpión aparecieron, el grupo los alcanzó y fueron llevados a prisión. Mientras estaba en la cárcel, Escorpión utilizó su "aguijón" en un guardia. Al agarrar las llaves del guardia, Escorpión obligó a Kid Colt a que lo acompañara. Llevó a Kid Colt a un escondite en las colinas y quería que Kid Colt se uniera a él. Cuando Kid Colt preguntó sobre el secreto de su "aguijón", Escorpión se volvió hacia él. Kid Colt disparó la lámpara para protegerse del aguijón de Escorpión y huyó donde le dijo al grupo dónde podían encontrar Kid Colt. Después, Escorpión estableció una pandilla donde los mantuvo en línea con su "aguijón". Kid Colt fue tras la pandilla de Escorpión al descubrir cuál era su truco. Kid Colt derrotó a la pandilla de Escorpión y derrotó a Escorpión en combate cuerpo a cuerpo antes de que pudiera usar su "aguijón". Kid Colt luego entregó a Escorpión y su pandilla a las autoridades.
Escorpión fue encarcelado en una prisión estatal donde formó parte de una cadena de pandillas con el Dr. Danger y Bull Barton. Cuando Kid Colt terminó en la misma prisión después de entregarse a la ley. Escorpión, Dr. Danger y Bull Barton decidieron que esta era la oportunidad de venganza. Un día, atacaron Kid Colt al unísono mientras trabajaban en el trabajo. Cuando un guardia de la prisión intervino, tomaron su arma, dominaron al guardia y rompieron sus cadenas. Luego rozaron Kid Colt con otra bala y huyeron. Al otro lado de la frontera, Escorpión, el Dr. Danger y Bull Barton encontraron una ciudad donde vivía Fred Yates (el hombre al que Kid Colt se entregó). Cuando Escorpión, Dr. Danger y Bull Barton se enfrentaron a Fred Yates y su hermana Susan, Fred huyó despavorida. Kid Colt alcanzó al trío, los desarmó y salvó a Susan. Kid Colt luego envió Escorpión, al Dr. Danger y Bull Barton vuelven a cruzar la frontera a los brazos que aguardan la ley.

### Mac Gargan
Apareció por primera vez en Amazing Spider-Man # 19 y fue creado por Stan Lee y Steve Ditko. Fue un investigador privado que fue contratado por J. Jonah Jameson para averiguar cómo Peter Parker pudo obtener las fotos de Spider-Man. Cuando Spider-Man evadió a Gargan, J. Jonah Jameson decidió usar Gargan como sujeto de prueba para un experimento realizado por Farley Stillwell, lo que llevó a Gargan a convertirse en el Escorpión para derrotar a Spider-Man. Muchos años después, Gargan se convierte en el anfitrión del simbionte Venom. Después de que el simbionte Venom fuera removido de él después de la historia de Siege, Gargan surgió de La Balsa por Alistair Smythe y equipado con un nuevo traje Escorpión.

### Jim Evans
Jim Evans es un exitoso boticario en Dustville durante el Viejo Oeste. Él comenzó a salir con Sarah (la chica más bonita de la ciudad) hasta que comenzó a descuidarlo al afirmar que ya tenía novio en Matt Cody. Matt Cody no estaba contento de que Sarah saliera con Jim y lo desafiara a un tiroteo. Jim primero sacó su arma y solo logró aletear a Matt en el brazo izquierdo mientras Matt lograba disparar la pistola de Jim fuera de su mano. Matt luego hizo bailar a Jim con su arma. Jim fue humillado y juró venganza. Al inventar un líquido paralítico que puede disparar sin importar dónde los golpearía, Jim tomó la identidad de Escorpión y se embarcó en una ola de crímenes. Escorpión logró sostener una diligencia y el sonido de su arma atrajo la atención de Rawhide Kid. Rawhide Kid se las arregló para atacar a Escorpión que golpeó a Rawhide Kid con una bola paralítica y siguió robando a la diligencia, donde se llevó la nómina. Al preguntar acerca de Escorpión al pueblo cercano, Rawhide Kid se enteró de que había habido un boticario que había estado presente durante cuatro meses, lo que permitió a Rawhide Kid determinar su identidad. Rawhide Kid siguió a Jim a una mina abandonada, lo vio transformarse en Escorpión y luego lo confrontó. Su pelea colapsó la mina y Rawhide Kid cayó en una corriente subterránea. Rawhide Kid se recuperó y fue tras Escorpión otra vez. Cuando Escorpión disparó nuevamente la pastilla paralítica, Rawhide Kid giró la muñeca del Escorpión provocando que Escorpión fuera golpeado por su propia bala paralítica. Rawhide Kid luego llevó a Escorpión al sheriff de Dustville.
Después de seis meses en la cárcel, Jim Evans logró mezclar una pequeña cantidad de su poción paralizante en el taller de la prisión. Lo usó en un guardia, agarró sus llaves, y escapó de la cárcel. Tomando el alias de Sting-Ray, Jim Evans fue a otro crimen hasta que llegó a Bison Bend y decidió establecerse allí como la base de su destino final como el Emperador de Occidente. Sting-Ray robó a un grupo de personas en el baile cuadrado de Bison Bend. Clay Riley y el alguacil Ben Brooks intentaron detenerlo, pero terminaron siendo víctimas de sus gránulos paralizantes. Sting-Ray más tarde secuestró a la hija del sheriff Ben Brooks, Natalie, manteniéndola como rehén hasta que obtuvo el poder que él exigía. Sin embargo, fue frustrado por Jinete Fantasma quien atacó a Sting-Ray. Jinete Fantasma logró vencer a Sting-Ray y lo desenmascaró después de que se distrajo con los gritos de Natalie. El sheriff y sus hombres llegaron y persiguieron a Phantom Rider. No se confirmó si Sting-Ray escapó durante la conmoción de Jinete Fantasma con el sheriff y sus hombres o si lo enviaron a la cárcel.

### Elaine Coll
Elaine Coll es reclutada por Silvermane de un hospital psiquiátrico para convertirse en la nueva Escorpión. Ella opta por llamarse a sí misma Scorpia en su lugar y se le da una armadura robótica que aumentó su fuerza y velocidad en un quinientos por ciento. Scorpia lleva con éxito a Deathlok a Silvermane, y se le ordena emboscar a Spider-Man y Daredevil, que se había infiltrado en su base. Los desgasta, pero Silvermane la traiciona y le dispara por la espalda. Scorpia sigue a Spider-Man y Daredevil a la ubicación de Silvermane, y una vez allí lo ataca de inmediato. Mainframe, otro de los mercenarios de Silvermane, toma el control de las mejoras cibernéticas de Scorpia y la usa para atacar a Spider-Man. Sin embargo, pronto recuperó la movilidad y criticó a Silvermane. Una explosión creada por Punisher derribó a Scorpia del edificio en el que estaban, pero un Deathlok mentalmente conflictivo la salvó. Luego decidió huir del área, en lugar de ser encarcelada.
Scorpia luego se une a los nuevos Seis Siniestros (aunque había un total de siete miembros). El objetivo principal del equipo era evitar que Kaine matara a más enemigos de Spider-Man. Cuando Kaine se disfrazó de Spider-Man y atacó a Hobgoblin, Scorpia se unió inmediatamente a los demás en la batalla. Sin embargo, no estaban acostumbrados a trabajar juntos, para desdén de Scorpia. Spider-Man finalmente entró en la batalla y pudo derrotar a Scorpia ella misma. También participó en otra batalla contra Spider-Man con algunos de sus antiguos aliados, y otros nuevos como Boomerang y Jack O'Lantern. Fue derrotada cuando Spider-Man le arrojó a Jack O'Lantern.
Mucho más tarde, Scorpia lucha contra Spider-Man y Black Cat, y es derrotada cuando Black Cat le arranca la cola. Más tarde revela que fue contratada por Alberto Ortega, el jefe de un sindicato local de drogas.
Durante la historia de "Infinity", Scorpia aparece como una de las villanas empleadas por Caroline Le Fay. Ella ayuda a luchar contra las fuerzas de Thanos y luego lucha contra los Fearless Defenders. Scorpia permaneció en el empleo de Le Fay después, actuando como uno de sus guardaespaldas durante una reunión con Mercs por Dinero.
Durante la historia de "Hunted", Scorpia es uno de los personajes animales con temas que fueron capturados por Taskmaster y Black Ant de la gran caza de Kraven el cazador que está patrocinado por la empresa de Industrias Arcade. Fue vista en una reunión organizada por Buitre. Más tarde fue liberada cuando Kraven el Cazador le dijo a Arcade que bajara el campo de fuerza alrededor de Central Park.
Scorpia aparece como miembro de una encarnación femenina del Sindicato Siniestro. Ella le dice a Francine Frye que se enteró de que freía el Electro original y le robaba el schtick. El Sindicato Siniestro comienza su misión donde atacan el edificio FEAST en el que Boomerang se ofrece como voluntario. Escarabajo lidera el Sindicato Siniestro para atacar a Boomerang. Boomerang declaró que fue él quien ideó el nombre del Siniestro Sindicato. Después de poner a la tía May a salvo, Peter Parker se transforma en Spider-Man y ayuda a Boomerang a luchar contra el Sindicato. El Sindicato comienza a hacer su ataque de formación hasta que Spider-Man desencadena accidentalmente el gaserang de Boomerang que noquea a Spider-Man lo suficiente como para que el Sindicato huya con Boomerang. Como Escarabajo hace que Electro escriba una propuesta sobre cómo el Sindicato puede usar a Boomerang como un ejemplo para el inframundo criminal, Escarabajo se va mientras llama a Wilson Fisk para que atrapen a Boomerang mientras le dan información sobre dónde puede ocurrir el intercambio. Scorpia luego mencionó a los miembros del Sindicato que Rhino una vez se negó a luchar con ella. Cuando Escarabajo regresa al cuartel general, Scorpia está presente cuando el alcalde Wilson Fisk trae toda la fuerza de la ciudad de Nueva York a su cuartel general exigiendo que le entreguen a Boomerang. El Sindicato luego ayuda a Spider-Man contra las fuerzas del alcalde Fisk. Después de que Spider-Man evacua a Boomerang, el Sindicato lucha contra las fuerzas del alcalde Fisk sin matarlos. El Sindicato es derrotado y arrestado por la policía. Su transporte es atacado por un asaltante desconocido que los libera.
El traje cibernético de Scorpia proporciona atributos físicos sobrehumanos derivados del Escorpión. También puede proyectar explosiones de energía y emitir un campo de fuerza microdelgado.

### Carmilla Black
Carmilla Black apareció por primera vez en Amazing Fantasy vol. 2 # 7 y fue creado por Fred Van Lente y Leonard Kirk. Se convirtió en miembro de S.H.I.E.L.D. para encontrar a su madre.

## Otras versiones

### Ultimate Marvel
La primera encarnación de Ultimate Marvel de Escorpión es uno de los clones de Peter Parker. Vestido como un escorpión y atacando el centro comercial, se reveló que era un clon mentalmente inestable que se ajustaba a un traje verde blindado. Este clon también tenía una cola mecánica injertada en su columna vertebral que tenía la capacidad de disparar ácido. El clon fue eventualmente sometido por Spider-Man (Peter Parker) y llevado a los Cuatro Fantásticos, quien finalmente se lo dio a S.H.I.E.L.D. Al final de la historia de la saga de clones, Nick Fury le dice a los subordinados amenazantemente que "se ocupen de eso" mientras salen de la sala donde se encuentra el clon.

### Escorpión 2099
Kron Stone aparece en el Timestorm 2009-2099 como la versión alternativa de Marvel 2099 de Escorpión.

### Tierra-65
Jefferson Davis toma el nombre Escorpión en el universo Spider-Gwen. Viste un traje cargado eléctrico, lleva un bastón escorpión y posee una velocidad súper limitada.

## En otros medios

### Televisión
- La versión de Mac Gargan como el Escorpión, aparece en la serie animada de Spider-Man de 1967, con la voz de Carl Banas.
- La versión de Mac Gargan como el Escorpión, aparece también en la serie animada de El Hombre Araña y sus Increíbles Amigos, con la voz de Neil Ross.
- La versión de Mac Gargan como el Escorpión, aparece en la serie de televisión Spider-Man: la serie animada, interpretado inicialmente por Martin Landau y luego por Richard Moll. En el capítulo "El Escorpión", siendo como un espía de J. Jonah Jameson, luego de convertirlo en un villano.
- La versión de Mac Gargan como el Escorpión, aparecería en la serie de The Spectacular Spider-Man, en la tercera temporada, pero fue cancelada.[25][26][27]
- Una versión ninja del Escorpión aparece en la serie animada Ultimate Spider-Man, con la voz de Dante Basco (en "La Travesía de Puño de Hierro" y "El Regreso de los Seis Siniestros"),[28] y por Eric Bauza (en "Día de Graduación").[29] Esta versión tiene un arma kunai como una cola de escorpión y es un estudiante del anciano monje de K'un-L'un:
  - En la segunda temporada, en el episodio, "La Travesía de Puño de Hierro", es el principal competidor de Puño de Hierro por la corona de K'un-L'un, y utiliza medidas de traición, incluyendo un ataque de veneno que deja ciego a Puño de Hierro, para ganar el Kinghood. Sin embargo, Escorpión es expuesto y derrotado por los esfuerzos combinados de Spider-Man y Puño de Hierro, y posteriormente es exiliado por el viejo maestro de K'un-L'un. En el episodio "El Regreso de los Seis Siniestros", aparece en la isla de Ryker, teniendo una armadura destructiva de un escorpión con cola real, forma parte de los Seis Siniestros, junto a Electro, Kraven el Cazador, Rhino, Lagarto y el Doctor Octopus. Queriendo su propia venganza, Escorpión lucha contra Spider-Man y Puño de Hierro, una vez más. También ayudan en el grupo asalto de Iron Patriot. Con el tiempo, Escorpión es derrotado por Spider-Man.
  - En la tercera temporada, el episodio, "El Agente Venom", Escorpión es poseído con el simbionte Venom (con la voz de Dee Bradley Baker,[30] y un guiño a Mac Gargan) antes de ser liberado por Spider-Man. A pesar del intento de Flash Thompson como un torpe superhéroe, Spider-Man recoge la muestra de Venom, liberando al Escorpión antes de ser detenido en la custodia de S.H.I.E.L.D. En el episodio, "Los Nuevos Guerreros", es liberado del Tri-carrier de S.H.I.E.L.D. en el centro de detención junto al Duende Verde, el Doctor Octopus y el Escarabajo, durante un enfrentamiento entre los Nuevos Guerreros y el equipo de Supervisor. En la lucha contra Spider-Man y el Agente Venom, pero es finalmente derrotado por Ka-Zar y Zabu. Aparece como cameo en "Concurso de Campeones, parte 1", entre la colección de villanos del Gran Maestro contra Spider-Man y el Coleccionista.
  - En la cuarta temporada, en los episodios finales de 2 partes de "Día de Graduación", Escorpión es miembro de los Superiores Seis Siniestros del Doctor Octopus. En un edificio abandonado donde el Doctor Octopus tenía a Crossbones encarcelado, Spider-Man y los aprendices de S.H.I.E.L.D. luchan contra Escorpión. Durante la pelea, Escorpión usa un gas que el Doctor Octopus le proporcionó para transformar a Crossbones en un Lagarto. Escorpión es derrotado por el grupo original de Spider-Man. Escorpión más tarde salió de su celda en el Triskelion y más tarde acosa a Spider-Man y Norman Osborn en Oscorp. Durante un enfrentamiento final, Spider-Man logra derrotar a Escorpión.

- La versión de Mac Gargan como el Escorpión, aparece en la nueva serie Spider-Man con la voz de Jason Spisak.

### Cine
- Mac Gargan aparece en Spider-Man: Homecoming. En la película, intenta comprar armas, que habían sido creadas por ingeniería inversa por el Tinkerer, de Adrian Toomes y Herman Schultz en un ferry de Staten Island. Spider-Man, después de haber estado siguiendo a los dos distribuidores, interrumpe el trato y ataca a Gargan, sus hombres y Schultz. El brazo de Gargan se daña cuando Spider-Man accidentalmente lo arroja por la borda al agua. En la escena posterior a los créditos de la película, se encuentra nuevamente con Toomes en prisión, donde le cuenta a este último un grupo de criminales que se unen para luchar contra Spider-Man. Luego consulta a Toomes sobre el rumor de que conoce la identidad secreta de Spider-Man, a lo que Toomes lo niega.
- Una nueva versión de Escorpión aparece en Spider-Man: Un nuevo universo con la voz de Joaquín Cosio. Esta versión parece ser un hablante nativo de español que ha sido aumentado cibernéticamente donde un brazo es una garra de escorpión y su mitad inferior ahora puede parecerse a un escorpión de metal completo con una cola que le da la apariencia de un hombre escorpión. En la confrontación final, es derrotado por el equipo de Spider-Man Noir, Peni Parker y Spider-Ham.

### Videojuegos
- La versión para Mac Gargan de Escorpión es un jefe de Game Boy en el juego The Amazing Spider-Man.
- La versión para Mac Gargan de Escorpión aparece en la Game Boy Color videojuego Spider-Man 2: Los Seis Siniestros.
- La versión de Mac Gargan de Escorpión apareció en el juego arcade Spider-Man: The Video Game.
- La versión de Mac Gargan de Escorpión aparece como un subjefe en el videojuego Super NES y Genesis Spider-Man basado en la serie animada.
- La versión para Mac Gargan del Escorpión era un jefe en los japoneses solamente Super Famicom juego Spider-Man: Lethal Foes.
- La versión de Mac Gargan de Escorpión también aparece en el Neversoft Spider-Man, con la voz de Daran Norris.
- La versión de Mac Gargan de Escorpión aparece en el videojuego de plataformas múltiples 2002 Spider-Man, con la voz de Mike McColl.
- La versión para Mac Gargan del escorpión aparece como un jefe en el Game Boy Advance juego de Spider-Man: Mysterio's Menace.
- La última versión de Escorpión se menciona en el videojuego Ultimate Spider-Man. Spider-Man hace una referencia al clon.
- La versión de Mac Gargan de Escorpión aparece en Marvel: Ultimate Alliance, con la voz de Beau Weaver.
- La versión de Mac Gargan de Escorpión no aparece como un villano, sino como un antihéroe torturado en el videojuego Spider-Man 3, con la voz de Dee Bradley Baker.
- La versión de Mac Gargan de Escorpión aparece en Spider-Man: Friend or Foe, con la voz de Fred Tatasciore.
- El alias Escorpión de Mac Gargan aparece como un jefe en las versiones de Wii, PS2 y PSP de Marvel: Ultimate Alliance 2, con la voz de Jim Cummings.
- La versión de Kron Stone de Escorpión aparece como un villano en Spider-Man: Shattered Dimensions, con la voz de John Kassir.[31][32]
- La versión de Mac Gargan de Escorpión aparece en el videojuego The Amazing Spider-Man.[33][34][35]
- La versión de Mac Gargan de Escorpión aparece como un personaje jugable en Lego Marvel Super Heroes 2.
- La versión de Mac Gargan de Escorpión apareció en el videojuego de 2018 Spider-Man,[36] nuevamente con la voz de Jason Spisak.
- La versión de Mac Gargan de Escorpión aparece como personaje jugable en Marvel Contest of Champions.[37]